# ويليام بلفور (عسكري)
ويليام بلفور (بالهولندية: William Balfour)‏ هو عسكري هولندي، ولد في عقد 1570، وتوفي في 1660.